# New wave of British heavy metal
New wave of British heavy metal (nuova ondata di heavy metal britannico in inglese, spesso abbreviato in NWOBHM) è una scuola di complessi heavy metal originatisi nel Regno Unito sul finire degli anni settanta. 
Durante l'ondata NWOBHM cominciò ad emergere un nuovo stile di heavy metal classico ritenuto più puro rispetto alle prime forme degli anni settanta, generalmente con meno influenze blues rispetto ai primi esponenti del genere come Led Zeppelin, Black Sabbath e Deep Purple. A partire da questa ondata diversi gruppi heavy metal non saranno più etichettabili come hard & heavy, ovvero quegli stili che rientravano generalmente nei canoni dell'hard rock.

## Storia

### Origini
Nella seconda metà degli anni '70, il Regno Unito era in uno stato di agitazione sociale e povertà diffusa e a causa delle inefficaci politiche sociali dei governi conservatori e del partito laburista durante un periodo di recessione economica di tre anni. Come conseguenza della deindustrializzazione, il tasso di disoccupazione era eccezionalmente alto, specialmente tra i giovani della classe lavoratrice. Ha continuato a salire nei primi anni '80, raggiungendo il picco nel febbraio 1983. Il malcontento di così tante persone causò frequenti disordini sociali che culminarono in una serie di rivolte (vedi rivolta di Brixton del 1981, rivolte di Toxteth del 1981). Durante questo periodo, la massa di giovani, privati della prospettiva di posti di lavoro relativamente di bassa specializzazione disponibili per le generazioni precedenti, cercarono diversi modi per guadagnare denaro nelle attività di musica e intrattenimento. L'esplosione di nuove band e nuovi stili musicali provenienti dal Regno Unito alla fine degli anni '70 fu il risultato dei loro sforzi per guadagnarsi da vivere nella depressione economica che colpì il paese prima dei governi del Primo Ministro Margaret Thatcher.
La disperazione e la reazione violenta di una generazione derubata di un futuro sicuro sono ben rappresentate dal movimento punk britannico del 1977-1978, la cui ribellione contro la classe dirigente continuò a diluirsi nella musica new wave e post-punk degli anni '80. Questi punk autoproclamati erano politicamente militanti, assaporando il loro atteggiamento anarchico e le pratiche in scena come il pogo dancing. Indossavano acconciature corte o appuntite o teste rasate, spesso con spille da balia e vestiti strappati, e consideravano le prodezze musicali insignificanti purché la musica fosse semplice e rumorosa. Tuttavia, non tutti i giovani maschi della classe lavoratrice abbracciarono il movimento punk; alcuni preferivano fuggire dalla loro triste realtà nell'heavy metal, che era ugualmente efficace nel fornire divertimento, alleggerimento dello stress e compagni di compagnia - altrimenti negati a causa della loro disoccupazione.
Non fu facile conciliare l'heavy metal con i costumi del periodo punk: sembrava difficile rivitalizzare un genere che stava gradualmente declinando sotto la spinta di valori del punk che per definizione erano l'esatto opposto. Tuttavia il genere ad un certo punto riuscì a sfruttare la nascita delle etichette indipendenti, facendo coincidere la propria resurrezione con il periodo new wave. Il merito andava attribuito senza dubbio al versante britannico, quando venne compresa la possibilità di lanciare una new wave relativa anche all'heavy metal, proprio negli anni della new wave della musica rock.

### La nascita
In Gran Bretagna, dopo il declino del punk rock, il quale aveva in origine rubato la popolarità dell'heavy metal durante la seconda metà degli anni settanta, si assistette ad un accenno di rinascita dell'heavy metal inglese; nel 1978 i Judas Priest cominciarono ad ottenere un certo impatto commerciale in patria con gli album Stained Class e Killing Machine (rinominato in seguito Hell Bent for Leather negli USA), quando scalarono le classifiche con il singolo "Take On the World". Si ritiene che questi due album abbiano dato inizio alla New Wave of British Heavy Metal (Nuova Ondata di Heavy metal britannico), ondata che si manifesterà appieno nel nuovo decennio. Tra i primi gruppi che vennero riconosciuti in questa ondata già nel 1979 figurano i Gillan con l'album Mr. Universe, ritenuto da certi il disco che diede il via a questo nuovo fenomeno. Alcuni gruppi NWOBHM come Saxon e Samson pubblicarono i loro rispettivi debutti discografici nello stesso anno, senza contare i Motörhead, e i Judas Priest, che furono considerati i massimi ispiratori e pionieri di questa ripresa, nonostante fossero già pienamente in attività dalla precedente ondata.
La NWOBHM era rappresentata da diversi gruppi, come Judas Priest, Iron Maiden, e Motörhead, i quali rivitalizzarono l'heavy metal rendendolo più veloce e semplice, e ponendosi in modo più duro e minaccioso. Si ritenne inoltre che il punk rock stesso avesse influenzato parte di questa nuova ondata: oltre ai Motörhead, secondo molti anche gli Iron Maiden sposarono l'heavy metal con i riff di ispirazione punk nel loro primo album omonimo del 1980. Sembra che la new wave del metal avesse ereditato dal punk anche un altro aspetto, ovvero il supporto delle etichette discografiche indipendenti, tra cui la Neat Records, ma anche la Heavy Metal Records, la Ebony Records, la Music for Nations e molte altre. Per molti gruppi, un album indipendente rappresentava il trampolino di lancio per una carriera di successo e un contratto con una major.
Il termine "new wave of British heavy metal" venne coniato ed utilizzato per la prima volta il 19 maggio 1979 sul giornale Sounds, in una recensione, scritta dal giornalista Geoff Barton, di un concerto tenutosi al rock club Music Machine di Camden, a Londra in cui si esibirono Angel Witch, Iron Maiden e Samson. Il manifesto musicale del nuovo fenomeno è da rinvenire nella doppia raccolta Metal for Muthas, compilata dal DJ Neal Kay con una selezione degli allora debuttanti gruppi britannici.

### La tecnica e le caratteristiche comuni
Comunque la NWOBHM non poteva essere riconosciuta da uno stile particolare e definito: si trattava di un termine che simboleggiava la forte rinascita dell'heavy metal avvenuta nel paese europeo in una fase precisa, ovvero dopo il declino del punk rock. Era quindi un'etichetta applicata più per la provenienza geografica di un gruppo esordiente in un determinato periodo storico. Gruppi come Iron Maiden e Motörhead suonavano stili di musica molto differenti, ma furono entrambi essenziali per la rinascita del genere heavy metal. Per la maggior parte, le band NWOBHM proponevano spesso brani più brevi e accattivanti, tecniche di produzione più sofisticate, e una tecnica maggiormente sviluppata. Alcuni complessi ad esempio potevano riscontrare influenze progressive o epiche, mentre altri potevano presentarsi con un suono più puro, ed altri ancora comunque vicini alle radici dell'hard rock e del blues; riff poderosi, richiami al blues e al rock & roll, atmosfere cupe e maligne: ogni gruppo aveva il suo stile. Gli Iron Maiden non suonavano come gli Angel Witch, che non suonavano come i Saxon, che non suonavano come i Venom, che non suonavano come i Diamond Head e così via. Una cosa che accomunava le band dell'ondata poteva essere il senso della melodia. La tecnica delle band della NWOBHM, sebbene fossero così diverse tra loro, era caratterizzata principalmente da power chords, frequenti assoli di chitarra ed una particolare attenzione alla melodia, contrariamente al punk rock. I testi prendevano talvolta ispirazione da diverse fonti, anche varie tra loro, come mitologia, fantasy, rivoluzione, occultismo, divertimento, donne, sesso ecc. Tutte queste caratteristiche posero le basi per il successo di massa che la musica heavy metal in genere, riuscirà a raggiungere in questi anni.

### La fine
Questa nuova ventata di heavy metal europeo provocò e rinnovò l'interesse per il genere da parte di molti fan della musica rock sparsi per il mondo, permettendo a molte band underground di arrivare al successo negli anni ottanta. Dopo questa ondata, gli States vennero invasi da quella che poteva essere vista come una "nuova" british invasion, importante per la scena metal come lo erano stati Beatles e Rolling Stones per la scena pop rock di 15 anni prima. La NWOBHM si concluse quindi nella prima metà degli anni ottanta, con l'avvento di una nuova ondata dagli Stati Uniti, composta da una parte dai gruppi speed/thrash metal, e dall'altra dal pop metal, entrambi stili che cominciarono a diffondersi dal 1983.
Di tutte le band NWOBHM, Iron Maiden, Saxon, Venom, Girlschool e Def Leppard sono tra le poche ad essere durate nel tempo. I Diamond Head, dopo un lungo periodo di assenza dovuta al loro scioglimento, si riunirono nel 2002. Tuttavia, grazie alla perdurante influenza anche presso le generazioni di metalheads più giovani gruppi come Tygers of Pan Tang, Elixir, Cloven Hoof, Blitzkrieg, Satan, Raven, Jaguar, Tokyo Blade e Atomkraft si sono in seguito riformati, intervenendo a manifestazioni musicali e festival a tema.

## Caratteri
Con il termine ci si riferisce ad un'area spazio temporale ben precisa, ovvero Regno Unito periodo fine anni settanta e inizi anni ottanta. Non sono quindi considerati come NWOBHM gruppi appartenenti a nazionalità diverse da quella britannica e che appartengono a fasi precedenti o successive, ad eccezione di Judas Priest e Motörhead, ritenute band incluse nell'ondata, pur essendo già pienamente in attività prima della sua nascita, e della E.F. Band, gruppo anglo-svedese, che prese parte al primo volume della compilation Metal for Muthas, documento simbolo del movimento e che conteneva alcuni dei gruppi di maggior rilievo.
Dal libro Heavy metal: i Classici: «Acronimo di New Wave Of British Heavy Metal, più che un genere una vera e propria scuola musicale nata in Inghilterra alla fine dei '70. Si proponeva di "svecchiare" l'hard e l'heavy dell'epoca tramite robuste iniezioni di suoni grezzi e semplici, derivati spesso dal punk. I gruppi principali (diversissimi fra di loro) sono stati Iron Maiden, Saxon, Motörhead».

### Le differenze con l'heavy metal anni settanta
Diversi gruppi emersi in questa ondata iniziarono a differenziarsi dai canoni degli anni settanta, spesso abbandonando elementi di stampo hard rock e influenze blues che avevano caratterizzato il genere nel primo periodo. Si può dire che mentre il primo heavy metal degli anni settanta poneva le sue radici in genere nel blues e rhythm & blues presentandosi come una forma di hard rock più dura e pesante, dai tardi anni settanta al contrario molti gruppi iniziarono a prendere ispirazione prevalentemente dal metal stesso dei loro predecessori. Fu la fase in cui l'heavy metal cominciò a venire identificato con uno stile ed un'identità propria, raggiungendo la massima definizione di genere. Questo nuovo modello venne considerato heavy metal puro, laddove la purezza stava ad indicare la frequente assenza di contaminazioni derivanti da altri stili di musica, contrariamente alle prime band del genere. Benché molti gruppi NWOBHM continuarono a ribadire nella loro musica elementi hard rock, ad esempio Def Leppard, Saxon, Tygers of Pan Tang, Samson, Girlschool, Diamond Head, per altri, tra cui Iron Maiden, Angel Witch, Venom, Atomkraft, Blitzkrieg o Grim Reaper, non fu più riconoscibile tale influenza.
Il distacco dall'hard rock da parte di alcuni di questi gruppi, oltre a delineare una nuova forma di heavy metal classico che sarà tipico degli anni ottanta, permise in seguito lo sviluppo di nuovi derivati dallo stile ancora più estremo. Gli anni ottanta infatti segnarono il periodo in cui la musica heavy metal cominciò a diramarsi, e dal primo heavy metal evolsero nuovi sottogeneri. A questo punto si poté iniziare ad usare l'espressione "classic" o "traditional heavy metal" (o in italiano heavy metal classico o tradizionale), per distinguere appunto lo stile originario dai nuovi sottogeneri dell'heavy metal da esso derivati. Questi nuovi sottogeneri potevano essere inizialmente raggruppati principalmente in due categorie distinte: il pop/lite metal e lo speed/thrash metal, ognuno dei quali si concentrò su differenti tematiche di diversi fondatori degli anni settanta.